# Friedrich Hieß
Friedrich Hieß (* 14. April 1954 in Asparn an der Zaya) ist ein ehemaliger österreichischer Fußballspieler in der Position als Verteidiger.

## Karriere
Friedrich Hieß begann seine Fußballerkarriere bei seinem Heimatverein ASV Asparn an der Zaya in Niederösterreich, wo er in die Niederösterreichische Jugend- und Juniorenauswahl einberufen wurde. Mit 17 Jahren war er vom damaligen Jugendleiter des First Vienna FC 1894, Leopold Hofmann für 1 Jahr ins Nachwuchsteam der Junioren ausgeliehen und spielte auch in der Wiener Juniorenauswahl.
Nach dem Leihjahr wurde er vom First Vienna FC 1894 (damals in der 1. Division, Höchste Spielklasse in Österreich) fix erworben, wo er gleich mit 18 Jahren einen Stammplatz in der Kampfmannschaft der Saison 1972/73 erkämpfte und bis zur
Saison 1982/83 dem Verein treu blieb. (7 Jahre 1. Division und 4 Jahre 2. Division)
In der Saison 1976/77 im Spiel gegen SK Sturm Graz am 8. Oktober 1976, streckte Hiess seinen Gegenspieler Karl Hofmeister mit einem Faustschlag zu Boden. Hiess wurde am 20. Oktober für ein Jahr gesperrt, die Sperre wurde am 14. Dezember auf 20 Spiele reduziert.
In den Saisonen 1983/84 und 1984/85 spielte er beim damaligen Bundesligaverein der 1. Division Fav-AC wo er seine aktive Zeit als Fußballer beendete und seine Karriere als Spieler bzw. Spielertrainer bei einigen unterklassigen Fußballklubs in Niederösterreich (Tulln, Ullrichskirchen, Asparn/Zaya, Mistelbach) und Wien (BSC, Elektra, NAC, WAF, Süssenbrunn) ausklingen ließ.